# Старчевич, Божо
Божо Старчевич (хорв. Božo Starčević; род. 11 декабря 1988, Загреб) — хорватский борец греко-римского стиля, призёр чемпионата Европы, участник двух Олимпийских игр.

## Карьера
В марте 2013 года стал бронзовым призёром чемпионата Европы в Тбилиси. В августе 2016 года на Олимпиаде в Рио-де-Жанейро в схватке на стадии 1/8 финала одолел турка Сельчука Чеби, в 1/4 финала американца Эндрю Байсека и вышел в полуфинал на россиянина Романа Власова, которого едва не задушил, однако уступил. В схватке за третье место уступил южнокорейцу Ким Хён У. В марте 2021 года на европейском отборочном турнире в Будапеште добыл олимпийскую лицензию на игры в Токио. В августе 2021 года на Олимпиаде в схватке на стадии 1/8 финала одолел представителя Болгарии Айка Мнацаканяна, а в 1/4 финала уступил иранцу Мухаммадали Гераеи и занял итоговое 8 место.

## Достижения
- Чемпионат Европы по борьбе 2013 — ;
- Олимпийские игры 2016 — 5;
- Олимпийские игры 2020 — 8;